# Marc-Antoine de La Rovère
Marc-Antoine de La Rovère, ou Antonio della Rovere, mort à Turin le 23 mars 1538, est un prélat italo-français   du XVIe siècle . Il est un neveu  de son prédécesseur Léonard de La Rovère, par sa mère, et le frère de l'archevêque de Turin,  Giovanni Francesco della Rovere.

## Biographie
Il est nommé au siège d'Agen sur la résignation de son oncle, le 24 février 1519. Son oncle, dans son acte de résignation de l'évêché, s'était réservé l'administration de celui-ci, et par précaution avait obtenu une bulle du pape qui le nommait à cet évêché si son résignataire venait à mourir avant lui.
Marc-Antoine de la Rovère avait été auparavant prévôt de la cathédrale de Turin.
Aussitôt nommé, le nouvel évêque signa une procuration, le 14 juin 1519, nommant deux procureurs chargés de prendre possession de l'évêché en son nom. L'un d'eux, Jean Valeri s'est alors rendu à Villeneuve-sur-Lot où le sénéchal d'Agenais et le chapitre s'étaient réfugiés pour se protéger de la peste qui sévissait à Agen. Le chapitre fit savoir que les documents présentés n'étaient pas habituels en France et que leur réception serait examinée à la prochaine réunion capitulaire.
Après la mort de son oncle, Marc-Antoine a envoyé de Rome une nouvelle procuration datée du 30 septembre 1520 à Jean Valeri. Il a alors pu entrer en fonction le 21 novembre 1520 : Moi Jean Valeri, clerc et notaire du diocèse d'Yvrée, Piémontais de nation ... j'ai commencé à administrer les affaires de l'évêché, le mercredi vingt-unième jour du mois de novembre de la dite année mil cinq cent vingt.
Le nouvel évêque a fait son entrée solennelle à Agen le 13 avril 1521. Il avait alors 25 ans.
Il n'a pas laissé de marques particulières. Joseph Scaliger a noté dans la vie de son père Jules César Scaliger arrivé à Agen en 1525, qu'il était très bon et très pieux.
Il est finalement resté peu de temps présent à Agen. Pour Argenton, il ne serait resté que 6 ans, il était présent au concile de Bordeaux du 15 mars 1527. L'abbé Barrère a constaté sa présence à Hautefage en 1530.
Il est mort à Turin en 1538.

## Sources
- Le Clergé de France, Tome II
- A. Durengues, Antoine de la Rovère, évêque d'Agen (1519-1538), p. 198-206, Revue de l'Agenais, 1929, tome 56 ( lire en ligne )